# Heinrich der Große
Heinrich der Große (* wohl 946; † 15. Oktober 1002 in Château Pouilly-sur-Saône) war Graf von Nevers und Auxerre und von 965 bis zu seinem Tod Herzog von Burgund.
Heinrich wird auch als Heinrich I. von Burgund bezeichnet zur Unterscheidung von Heinrich II. von Burgund, dem Sohn König Roberts II., der um 1016 von seinem Vater zum Herzog von Burgund eingesetzt wurde und 1031 dessen Nachfolger als König von Frankreich wurde (als König von Frankreich Heinrich I.). Heinrich der Große ist auch unter dem Namen Odo-Heinrich (französisch Eudes-Henri) bekannt, da er ursprünglich, vor seiner Erhebung zum Herzog, den Namen Odo trug und zum Kleriker bestimmt war; erst anlässlich der Erlangung der Herzogswürde nahm er den Namen Heinrich an. Sein Beiname „der Große“ bezieht sich nicht auf besondere Leistungen, sondern ist das Ergebnis eines Übersetzungsfehlers; lateinisch lautete er Magnus, und das bedeutete in diesem Fall „der Ältere“, zur Unterscheidung von Heinrich II.
Heinrich war der jüngste der drei ehelichen Söhne Hugos des Großen, des Herzogs von Franzien aus dem Geschlecht der Robertiner. Sein ältester Bruder war Hugo Capet, der als Nachfolger seines Vaters Herzog von Franzien wurde und später, als er zum König von Frankreich gewählt wurde, die Dynastie der Kapetinger begründete. Als Herzog von Burgund trat Heinrich die Nachfolge seines älteren Bruders Otto an, nachdem dieser 965 ohne einen Erben zu hinterlassen gestorben war. Heinrich wurde von den burgundischen Großen auf Wunsch von Hugo Capet gewählt und war dann offenbar Lehnsmann seines Bruders Hugo; somit wurde Burgund damals nicht mehr als Lehen der Krone betrachtet, denn der karolingische König Lothar wurde bei der Regelung der Nachfolgefrage nicht konsultiert. Als dann 987 Hugo Capet selbst die Königswürde erlangte, wurde Burgund dadurch wieder Lehen der Krone. Als Kronlehen wurde das Herzogtum, als Heinrich 1002 starb, ohne einen Erben zu hinterlassen, von König Robert II., dem Sohn und Nachfolger Hugo Capets, eingezogen. Dies stieß jedoch im burgundischen Adel auf heftigen Widerstand.
Heinrich war dreimal verheiratet. Seine erste Ehefrau war seit etwa 972 Gerberga von Mâcon († 11. Dezember 986/991), Tochter des Otto (Othon) und Witwe des Markgrafen Adalbert II. von Ivrea, König von Italien. Seine zweite Ehefrau war bereits im Juni 992 Gersende von Gascogne, die Tochter des Herzogs Wilhelm; die Ehe wurde 996 geschieden. Seine dritte Ehefrau war seit 998 Mathilde von Chalon († 1005/1019), Tochter des Grafen Lambert, die in zweiter Ehe Gottfried I. von Semur (Haus Semur) heiratete. Mit ihr hatte er eine Tochter, Aramburga von Burgund, die wohl 999 geboren wurde, und die um 1015 mit Dalmas von Semur verheiratet wurde. Darüber hinaus hatte er von einer unbekannten Frau einen unehelichen Sohn namens Odo (Eudes), der 1004 Vizegraf von Beaune wurde.